# Північна веселка
«Північна веселка» — радянський чорно-білий художній фільм-драма 1960 року, знятий режисером Арташесом Ай-Артяном на кіностудії «Вірменфільм».

## Сюжет
Екранізація однойменної драми А. Ширванзаде. У тривожний час доводиться справляти весілля Вардана та Манушак. Не встигли відлунати весільні мелодії, як перські воїни налетіли на село. Серед викрадених бранців опинилися Манушак та маленький Варданік, син Нуне. Вірмени звертаються по допомогу до головнокомандувача російських військ на Кавказі. Той прагне мирним шляхом вирішити конфлікт і посилає в Тегеран для дипломатичних переговорів О. С. Грибоєдова (Лев Фричинський). Але переговори нічого не дають: набіги Гасан-хана на вірменські селища та російські прикордонні пости продовжуються. Починається російсько-перська війна. У Тегерані злодійськи вбивають Грибоєдова. Але вже набув чинності мирний договір, у укладанні якого основну роль відіграв Грибоєдов.

## У ролях
- Лев Фричинський — Грибоєдов
- Грач'я Нерсесян — Нерсес Аштаракеци, єпископ
- Михайло Арутюнян — Вардан
- Ара Согомонян — Хачатур Абовян
- Володимир Балашов — генерал Паскевич
- Олександр Смирнов — генерал Красовський
- Бабкен Нерсесян — Аббас Мірза
- Гурген Джанібекян — Алла-яр-хан
- Олексій Алексєєв — Гасан-хан
- Вардуї Вардересян — Нуне
- Хачік Назаретян — Шаїр-Ніязі
- Л. Туманян — Манушак
- Микола Бармін — генерал Єрмолов
- Олег Чубайс — Лачинов
- Юрій Ванновський — Макдональд
- Георгій Ашугян — Омар-ага
- Гор Оганесян — Варданік
- Олег Мокшанцев — Пущин
- Левон Бояджян — Грай
- Авет Аветисян — Мурат
- Ованес Авакян — епізод
- Орі Буніатян — епізод
- Вахінак Маргуні — молла Джуме
- Геворг Асланян — Давид
- Айкуї Гарагаш — епізод
- Анаїда Адамян — епізод
- Жан Елоян — епізод
- Володимир Маренков — солдат
- Іван Русінов — імператор
- Абрам Петросян — епізод
- Л. Мосян — епізод
- Генрих Зар'ян — епізод
- Ашот Нерсесян — Гасан, лудильник
- Надія Геворкян — епізод
- Альберт Мкртчян — епізод
- Цолак Америкян — епізод

## Знімальна група
- Режисер — Арташес Ай-Артян
- Сценарист — Рачія Кочар
- Оператор — Артем Джалалян
- Композитор — Едгар Оганесян
- Художники — Степан Андранікян, Михайло Арутчян